# Africa Beach Soccer Cup of Nations 2007
L'Africa Beach Soccer Cup of Nations 2007 è la 2ª edizione di questo torneo.

## Squadre partecipanti
Di seguito le 8 nazionali qualificate.
- Camerun
- Capo Verde
- Costa d'Avorio
- Egitto
- Mozambico
- Nigeria
- Senegal
- Sudafrica (ospitante)

## Fase a gironi

### Girone A
| Squadra        | G | V | P | GF | GS | +/- | P |
| -------------- | - | - | - | -- | -- | --- | - |
| Costa d'Avorio | 3 | 3 | 0 | 21 | 8  | +13 | 9 |
| Sudafrica      | 3 | 2 | 1 | 18 | 15 | +3  | 6 |
| Capo Verde     | 3 | 1 | 2 | 13 | 16 | -3  | 3 |
| Mozambico      | 3 | 0 | 3 | 8  | 21 | -13 | 0 |

| Squadra 1      | Risultato | Squadra 2  |
| -------------- | --------- | ---------- |
| Capo Verde     | 6-5       | Mozambico  |
| Costa d'Avorio | 9-4       | Sudafrica  |
| Costa d'Avorio | 4-2       | Capo Verde |
| Sudafrica      | 6-1       | Mozambico  |
| Costa d'Avorio | 8-2       | Mozambico  |
| Sudafrica      | 7-5       | Capo Verde |

### Girone B
| Squadra | G | V | P | GF | GS | +/- | P |
| ------- | - | - | - | -- | -- | --- | - |
| Nigeria | 3 | 3 | 0 | 24 | 13 | +11 | 9 |
| Senegal | 3 | 2 | 1 | 15 | 17 | -2  | 6 |
| Egitto  | 3 | 1 | 2 | 18 | 20 | -2  | 3 |
| Camerun | 3 | 0 | 3 | 9  | 16 | -7  | 0 |

| Squadra 1 | Risultato | Squadra 2 |
| --------- | --------- | --------- |
| Nigeria   | 5-0       | Camerun   |
| Senegal   | 5-4       | Egitto    |
| Nigeria   | 9-7       | Egitto    |
| Senegal   | 4-3       | Camerun   |
| Nigeria   | 10-6      | Senegal   |
| Egitto    | 7-6       | Camerun   |

## Finali

### Semifinali
| Squadra 1 | Risultato | Squadra 2      |
| --------- | --------- | -------------- |
| Senegal   | 9-3       | Costa d'Avorio |
| Nigeria   | 7-6 dts   | Sudafrica      |

### Finali

#### 5º-6º posto
| Squadra 1 | Risultato | Squadra 2  |
| --------- | --------- | ---------- |
| Egitto    | 8-2       | Capo Verde |

#### 3º-4º posto
| Squadra 1      | Risultato | Squadra 2 |
| -------------- | --------- | --------- |
| Costa d'Avorio | 2-0       | Sudafrica |

#### Finale
| Squadra 1 | Risultato | Squadra 2 |
| --------- | --------- | --------- |
| Nigeria   | 6-5       | Senegal   |

## Classifica Finale
| Pos | Team           |
| --- | -------------- |
| 1   | Nigeria        |
| 2   | Senegal        |
| 3   | Costa d'Avorio |
| 4   | Sudafrica      |
| 5   | Egitto         |
| 6   | Capo Verde     |
| 7   | Camerun        |
| 8   | Mozambico      |